# Gmina Næstved
Gmina Næstved (duń. Næstved Kommune) – gmina w Danii w regionie Zelandia.
Gmina powstała 1 stycznia 2007 roku na mocy reformy administracyjnej z połączenia gmin Fladså, Fuglebjerg, Holmegaard, Suså i starej gminy Næstved.
Siedzibą gminy jest miasto Næstved.

## Współpraca

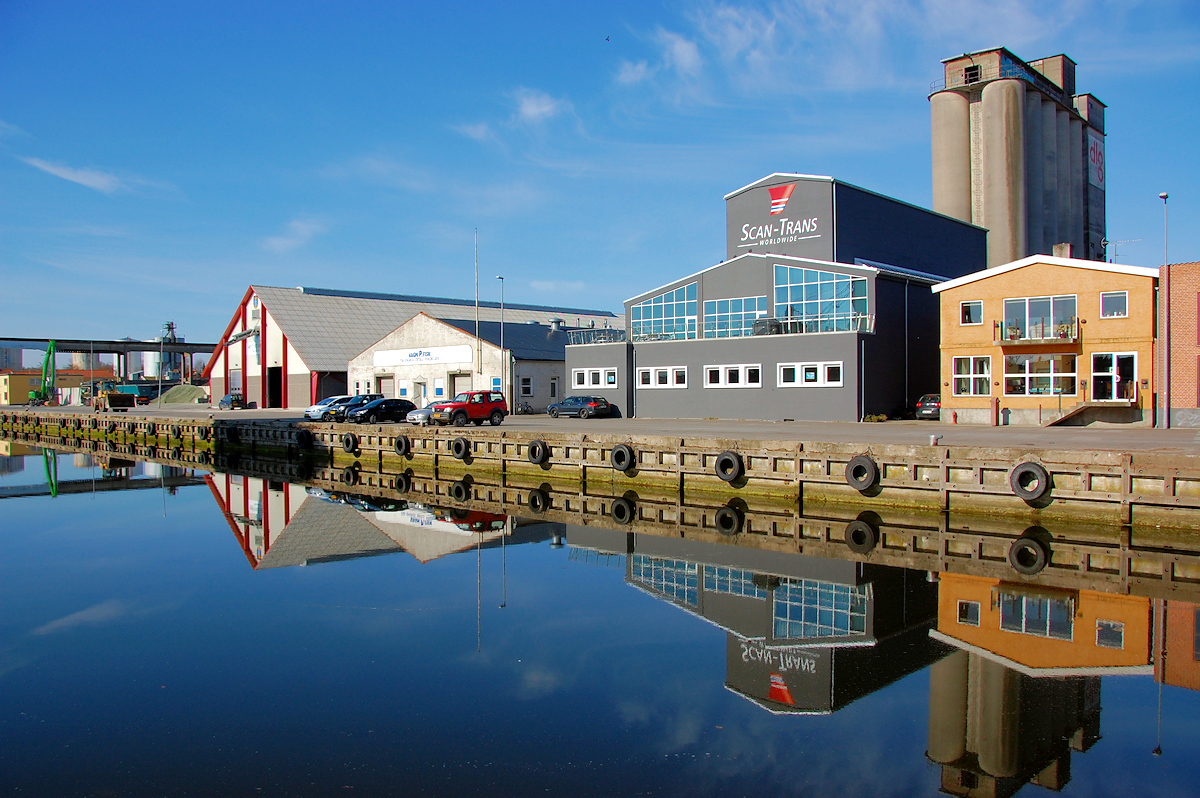
Port w Næstved

Miejscowość partnerska:
- Bièvre, Belgia